# Sortaval
Huyện Sortaval (tiếng Nga: ? райо́н) là một huyện hành chính tự quản (raion), của Cộng hòa Karelia, Nga. Huyện có diện tích 2198 kilômét vuông, dân số thời điểm ngày 1 tháng 1 năm 2000 là 20600 người. Trung tâm của huyện đóng ở Sortaval'.